# Aedes phoeniciae
Aedes phoeniciae är en tvåvingeart som beskrevs av Coluzzi och Sabatini 1968. Aedes phoeniciae ingår i släktet Aedes och familjen stickmyggor. Inga underarter finns listade i Catalogue of Life.